# Castello di Caprarica
Il castello di Caprarica è situato a Caprarica del Capo, rione del comune di Tricase in provincia di Lecce.

## Descrizione
La costruzione del castello fu probabilmente una conseguenza del clima di pericolo instauratosi all'indomani del sacco di Otranto da parte dei Turchi nel 1480 e delle scorrerie che ne seguirono. Cosimo De Giorgi, studioso salentino, riporta in uno dei suoi scritti un'epigrafe, oggi scomparsa, da lui letta su una delle torrette da cui è possibile evincere committente e anno di costruzione: "CASTELLO FACTO PER MASTRO ANTONIO RENNE DE TRICASE A(nno) 1524".
Un tempo circondato da un fossato, il castello è a pianta rettangolare. Le mura, alte dai 6 ai 7 metri e spesse 1,40 metri, sono realizzate in conci irregolari di carparo bruno e presentano un robusto toro marcapiano. Sormontate da piccoli beccatelli che sostengono la cornice superiore, sono rafforzate agli angoli da torri circolari con base scarpata. Il severo portale è difeso da una tripla caditoia.

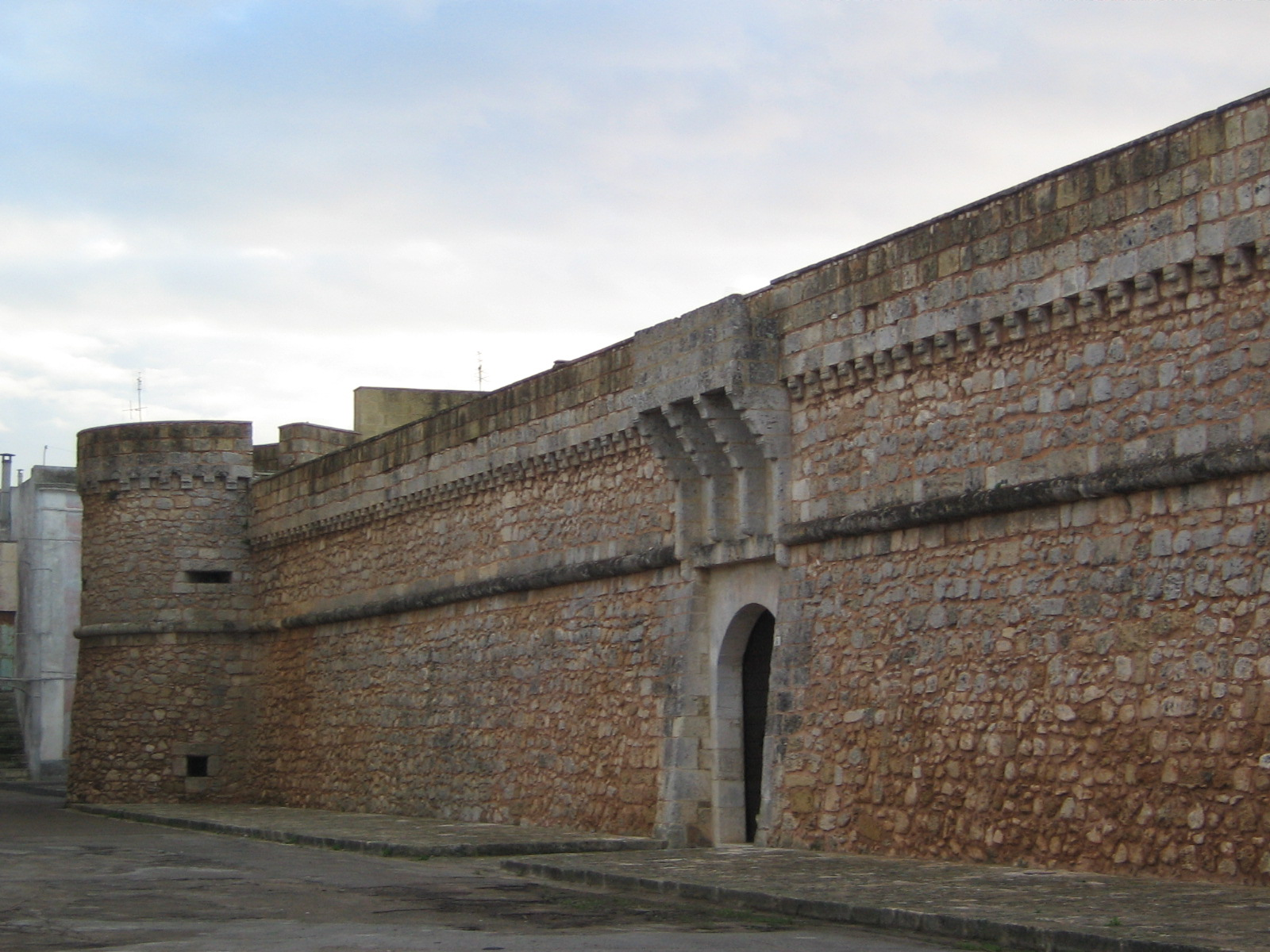
Dettaglio della muratura perimetrale

All'interno si disponevano numerosi ambienti: quattro camere al pian terreno, sei al piano superiore, magazzini e cantine. Dentro le mura trovavano posto anche un giardino e cisterne per l'approvvigionamento idrico. Agli inizi del Novecento, era possibile ancora scorgere traccia degli affreschi e delle mensole figurate della piccola cappella interna dedicata a San Giovanni Battista, a volte indicata come cappella di San Cristoforo, probabilmente identificabile con un vano con volta costolonata sorretta da colonne addossate alla muratura. Il castello fu adibito a masseria alla fine dell'Ottocento.